# 柏水乡
柏水乡，是中华人民共和国四川省达州市渠县曾经下辖的一个乡。2019年12月，撤销柏水乡，将其所属行政区域划归贵福镇管辖。

## 行政区划
柏水乡撤销前下辖以下地区：
鼓岭村、登梁村、碾坪村、锅顶村和小寨村。